# Perdita fracticincta
Perdita fracticincta är en biart som beskrevs av Timberlake 1953. Perdita fracticincta ingår i släktet Perdita och familjen grävbin. Inga underarter finns listade i Catalogue of Life.